# Luck Mervil
Lucknerson Mervil, detto Luck (Port-au-Prince, 20 ottobre 1967), è un attore e cantautore canadese nato ad Haiti.
La sua fama nasce quando Mervil faceva parte di un gruppo chiamato Rudeluck, attivo dal 1993 al 1999, e per aver interpretato Clopin nello spettacolo Notre-Dame de Paris